# Lareiga intermedia
Lareiga intermedia är en stekelart som beskrevs av Heinrich 1980. Lareiga intermedia ingår i släktet Lareiga, och familjen brokparasitsteklar. Inga underarter finns listade.